# 西川太一郎
西川 太一郎（にしかわ たいいちろう、1942年〈昭和17年〉5月27日 - ）は、日本の政治家。勲等は旭日重光章。
東京都荒川区長（5期）、衆議院議員（3期）、東京都議会議員（4期）、経済産業副大臣（第1次小泉改造内閣）等を歴任。

## 来歴
東京都荒川区生まれ。文京区立第六中学校、東京都立竹早高等学校、早稲田大学商学部卒業。早稲田大学大学院商学研究科に進学し、単位取得退学。2014年3月、聖学院大学大学院アメリカ・ヨーロッパ文化学研究科から博士（学術）の学位取得。
石田博英元労相の秘書、東京青年会議所政治常任委員を経て、1973年の東京都議会議員選挙に荒川区から無所属で立候補したが落選。1977年の東京都議会議員選挙に河野洋平率いる新自由クラブ公認で出馬し、初当選。新自由クラブ解党後は自由民主党に入党し、東京都議会自由民主党政調会長や自由民主党全国青年議員連盟会長を務めた。
1991年東京都知事選挙に際し、小沢一郎幹事長の意向を受けて鈴木俊一都知事に4選出馬を思い留まらせるべく鈴木おろしを画策。小沢の主導で自民・公明・民社3党は元NHK記者（元キャスター、報道局長）の磯村尚徳を擁立する。しかし、鈴木都政を支えてきた自民党東京都連は粕谷茂ら幹部が猛反発し、自民・民社2党の都連が鈴木を支持。結果、鈴木が4選を果たし、磯村は大差で敗れた。小沢は磯村敗北の責任を取り、自民党幹事長を辞任する。
1993年、羽田派が宮澤改造内閣不信任決議案に賛成票を投じ、集団離党。西川もこの動きに加わり、羽田孜を党首に担ぎ新生党結党に参加する。不信任案の可決を受け、宮澤喜一首相は衆議院を解散。西川は任期満了寸前となる同年7月2日付で都議を辞職し、第40回衆議院議員総選挙に旧東京都第6区から新生党公認で立候補。4位で当選した。
1994年末、新進党結党に参加。1997年末の新進党解党に伴い、1998年に小沢一郎が率いる自由党の結党に参加した。自自連立政権の小渕再改造内閣では防衛政務次官に就任する。2000年4月、小沢が自自公連立政権からの離脱を主張した際、西川は「あんたは裸の王様だ」と吐き捨て、小沢と袂を分かち、連立政権への残留を主張するグループで保守党を結党。第1次森内閣でも防衛政務次官に再任された。第2次森改造内閣・第1次小泉内閣で経済産業大臣政務官、第1次小泉改造内閣で経済産業副大臣を務めた。
2003年の第43回衆議院議員総選挙では連立与党内の選挙協力が不調に終わり、東京都第14区で自民党の松島みどり、民主党の井上和雄の後塵を拝し、得票数3位で落選した。なお選挙後、惨敗した保守新党は自民党に吸収された。
2004年、藤澤志光荒川区長が汚職疑惑により辞職したために実施された荒川区長選挙に出馬し、当選。自民党に復党した二階俊博が会長を務める、旧保守党系議員が中心の派閥である新しい波の顧問に就任した（新しい波は2009年に伊吹派に合流）。2008年、荒川区長選挙で再選を果たした。2009年5月、特別区長会副会長に就任。
同年東京エコサービス代表取締役社長。2011年5月、東京都特別区長会会長に就任した。2012年11月、荒川区長に3選。2014年第19回東京都知事選では、土屋正忠によると舛添要一の支持を呼びかけ、最終的に東京都区部23区長中、22人までが舛添支援を表明した。2016年11月、荒川区長に4選。
2020年7月、東京都特別区長会顧問に就任。同年11月、荒川区長に5選。2024年6月25日の区議会本会議において、同年11月10日執行の区長選挙には立候補せず引退すると表明。
2025年4月、春の叙勲で旭日重光章受章。

## 人物
- 政界で長らく行動を共にした小沢一郎と俳優の秋野太作は、文京区立第六中学校の同級生である。
- 元秘書に、元衆議院議員の木村剛司がいる。なお木村は2009年の第45回衆議院議員総選挙において、西川のかつての選出選挙区である東京14区から出馬し当選している。
- 荒川区民で落語家の三遊亭好楽は友人であり、西川が席亭を務める荒川区の落語会にたびたび出演している。好楽が笑点の挨拶で西川の名前を出したこともある。
- 1997年、小沢一郎新進党党首が突如解党を発表した際、岡田克也や中田宏ら新進党所属の議員が「（96年の総選挙で）新進党と書いてくれた有権者に対する裏切りだ」「（新進党を急に解党するなど）執行部はめちゃくちゃなことをするな」と両院議員総会で批判を強めた。小沢側近の西川、西田猛らと口論になり、西川は中田に向かって「お前（小沢党首に向かって）何言ってんだ！ 余計なことを言うな！」と言い返した。岡田は新進党解党を機に小沢と訣別し、以降民主・自由両党の合併まで袂を分かつことになる。

## 著作

### 単著
- 『日本経済の今日と明日』（2004年、オフィス・ニシカワ）
- 『産業クラスター政策の展開』（2008年、八千代出版）

### 共著
- 『失敗しない起業と経営』（入江光海他と共著／2004年、オフィス・ニシカワ）
- 『産業クラスターと地域経済』（二神恭一他と共著／2005年、八千代出版）